# Banco de España (Madrid)
La sede principal del Banco de España se encuentra en la ciudad de Madrid, con fachadas a la plaza de Cibeles, a la calle de Alcalá, al paseo del Prado, a la calle de los Madrazo y a la calle del Marqués de Cubas. El Banco de España, como institución, fue creado en 1856, a raíz de la fusión del Banco de Isabel II con el Banco de San Fernando en 1847, y su primera sede fue el edificio de los Cinco Gremios Mayores, situado en la calle de Atocha de la capital a la plaza de Cibeles.

## Descripción

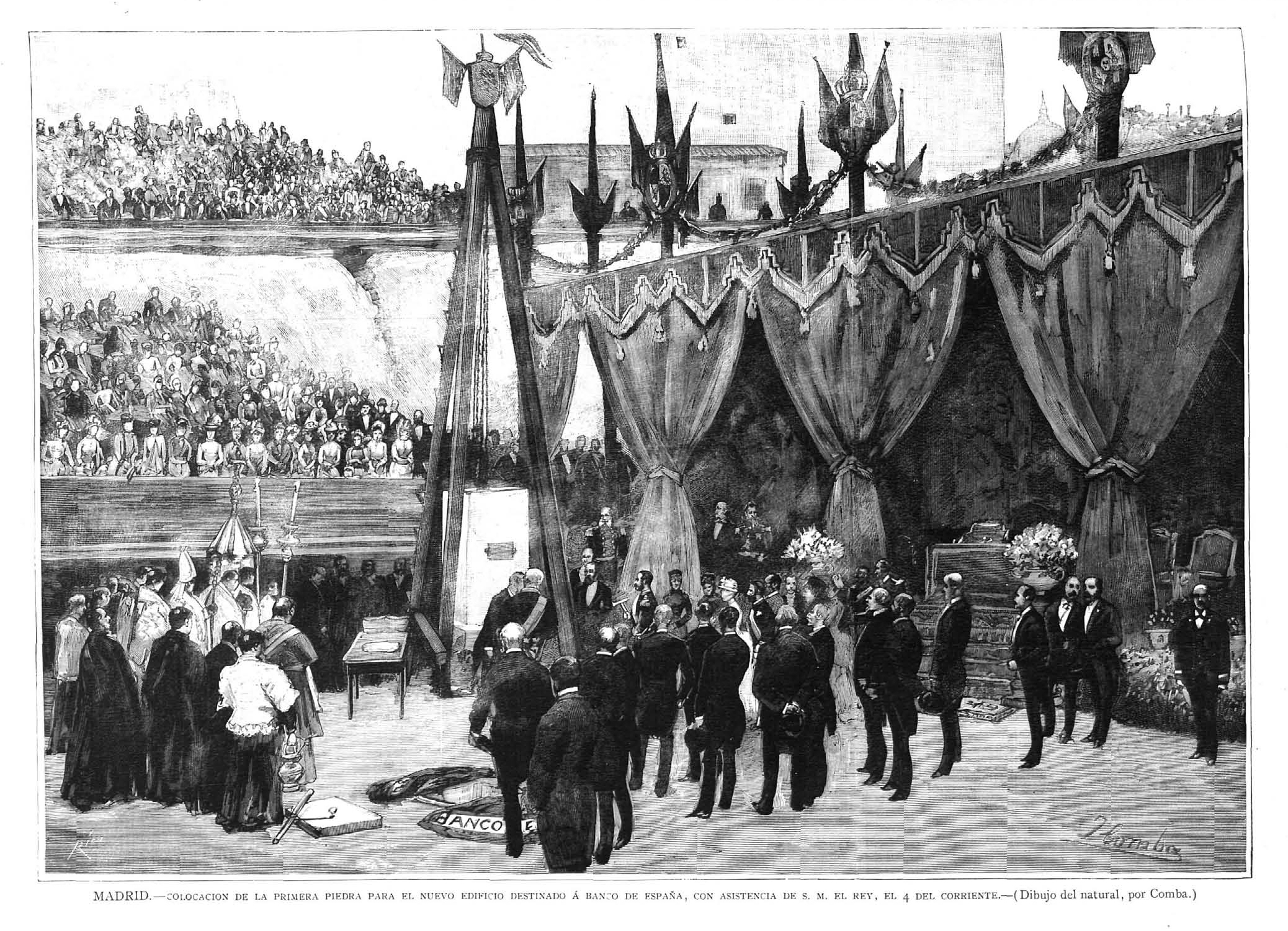
Colocación de la primera piedra en un acto solemne, con la presencia del rey Alfonso XII, el 4 de julio de 1884.

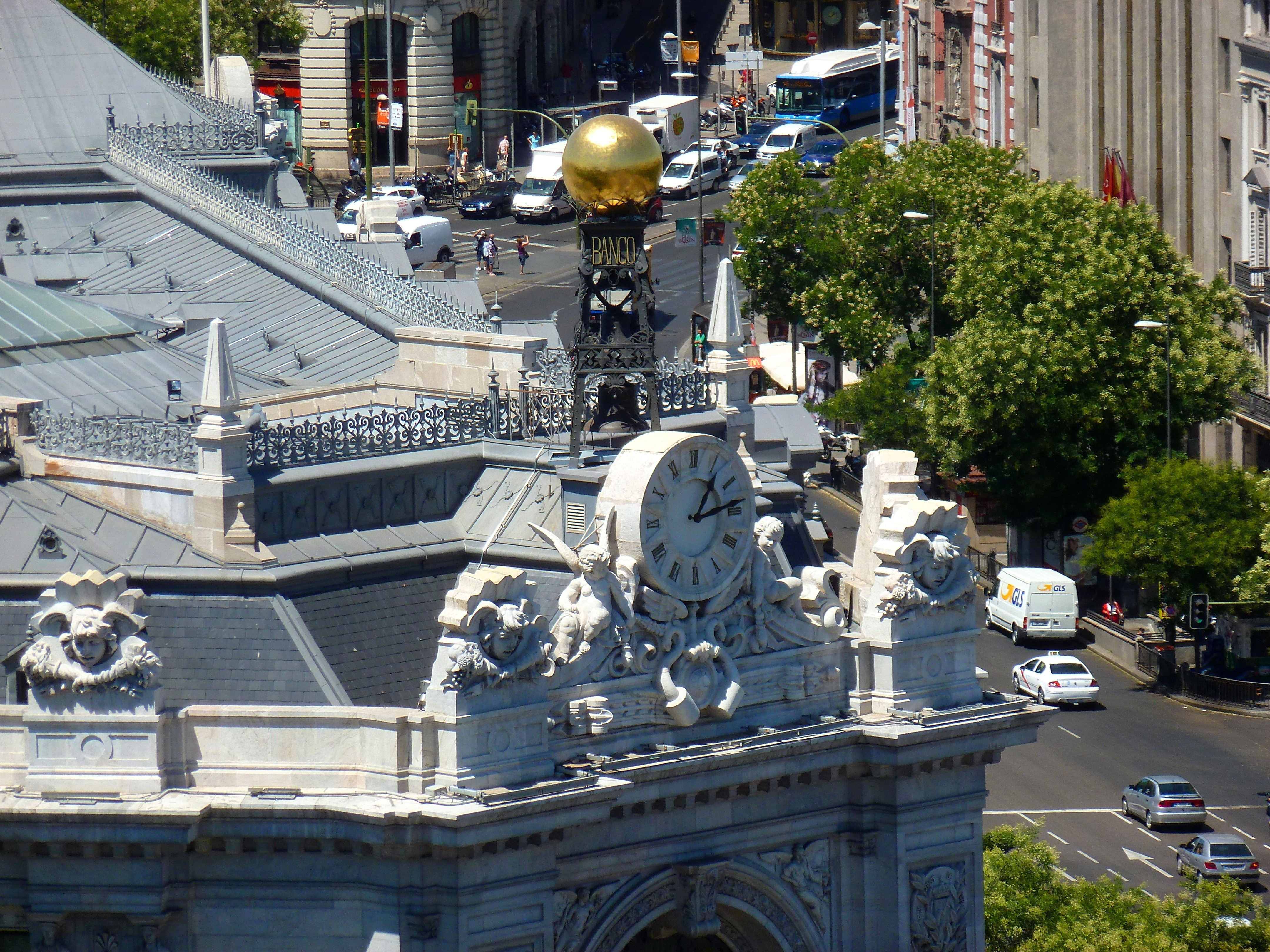
Reloj del chaflán

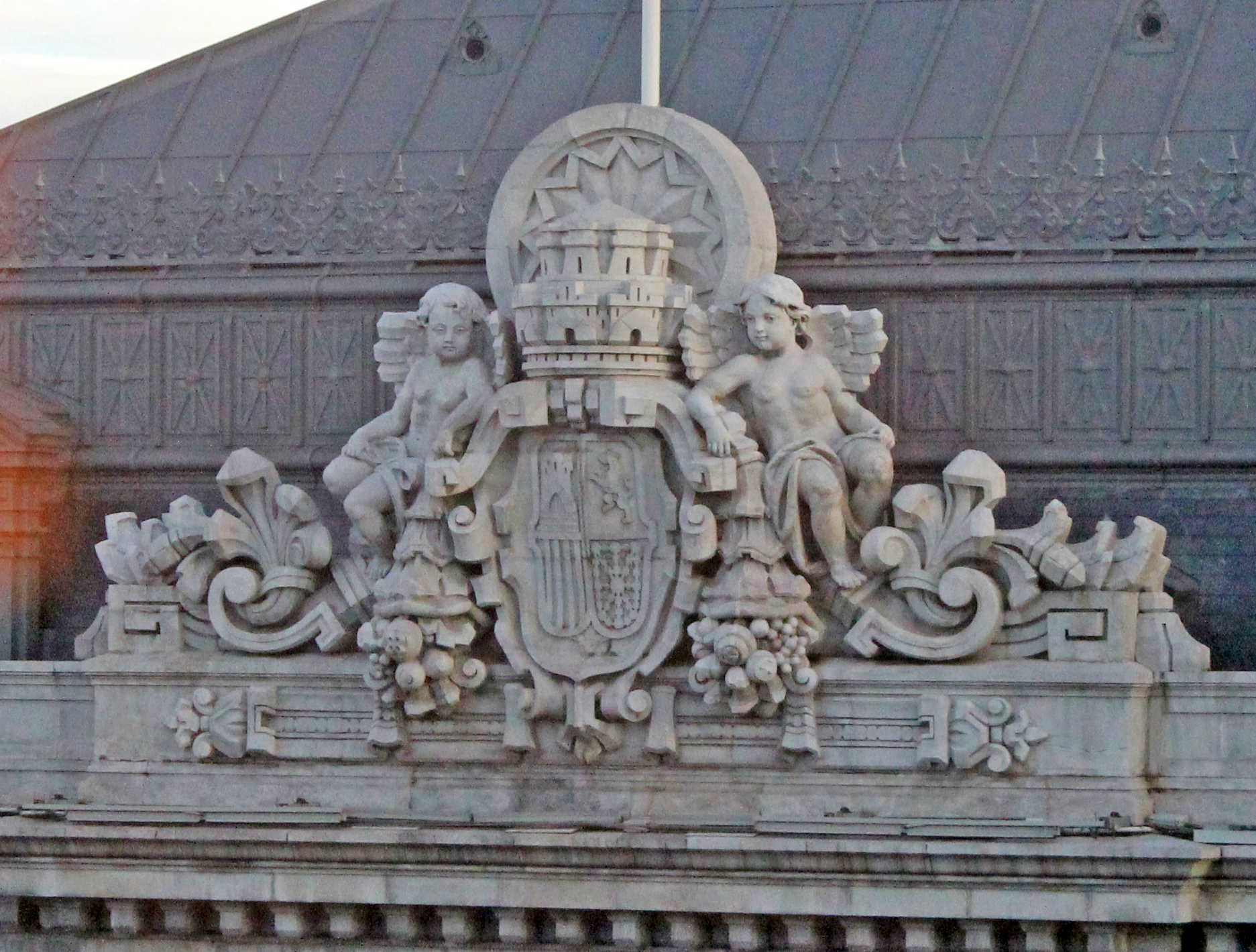
Escudo de la Segunda República en la fachada norte.

El incremento de actividades generó las necesidades de espacio y el Consejo director se propuso la construcción de una nueva sede, gestionando la compra del palacio de Alcañices, propiedad del duque de Sesto, y por cuya adquisición pagó el precio de unos tres millones de pesetas.
Las obras del nuevo edificio se llevaron a cabo en el solar del antiguo Palacio de Alcañices siguiendo el proyecto de los arquitectos Eduardo Adaro y Severiano Sainz de la Lastra, proyecto con el que estos ganaron la medalla de oro de la Exposición Nacional de Bellas Artes de 1884. Ese mismo año, el 4 de julio, se ponía la primera piedra del banco, en un acto solemne, con la presencia del rey Alfonso XII. El edificio terminado será inaugurado el 3 de marzo de 1891 por el rey Alfonso XIII y su madre la reina regente María Cristina.
La planta se distribuye en crujías paralelas a una serie de patios alineados con los ejes del paseo del Prado y la calle Alcalá articuladas por el tramo diagonal del chaflán. Las fachadas recogen un repertorio decorativo ecléctico, aunque la sobriedad de zócalos y plantas bajas acentúan la idea de solidez representativa que corresponde a la institución que alberga. La adecuada gradación del tamaño de vanos en las distintas plantas y su variedad compensan la marcada horizontalidad del conjunto.

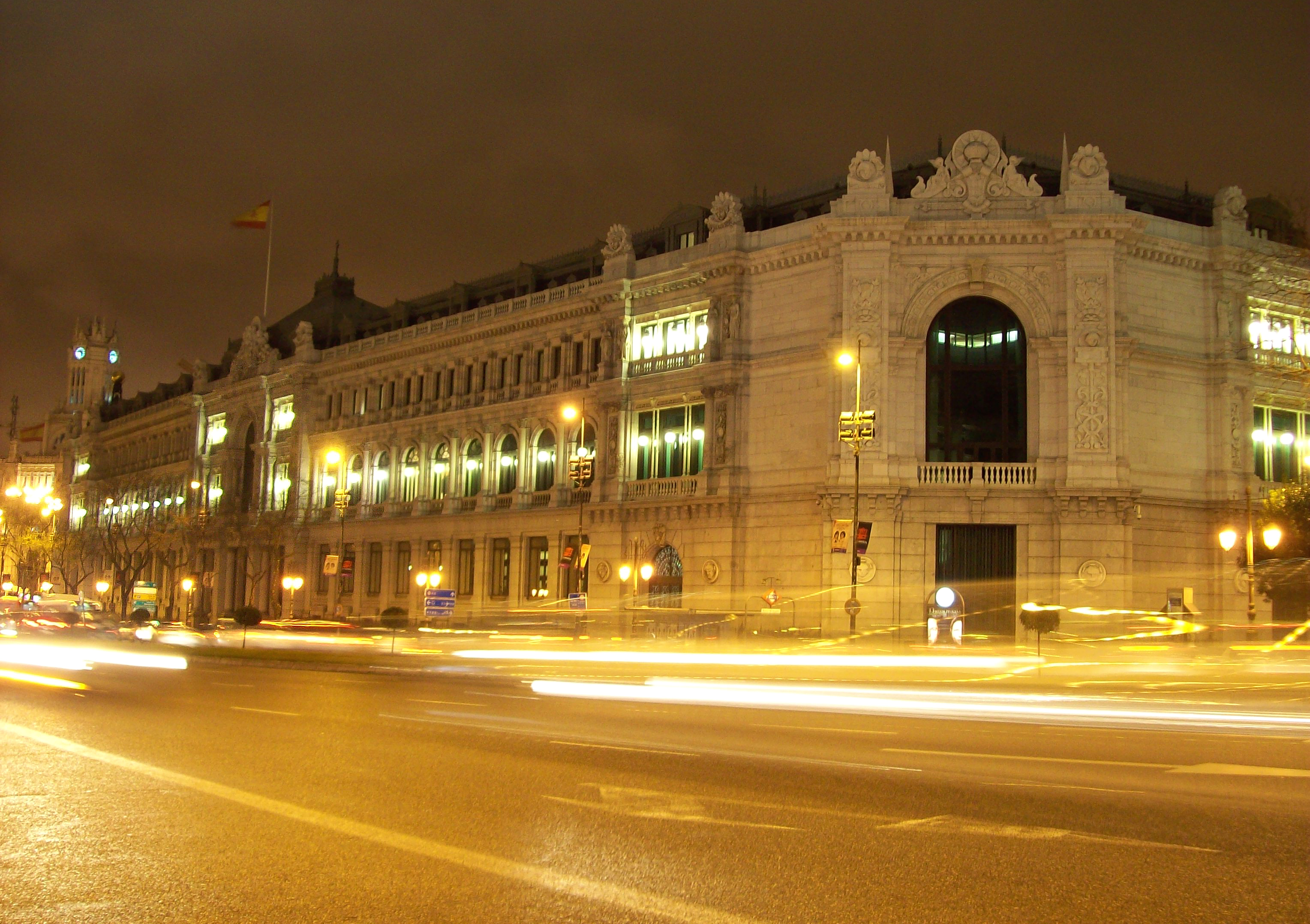
Vista nocturna de la fachada norte (calle de Alcalá) del edificio. En primer término puede apreciarse la ampliación ejecutada por Rafael Moneo a comienzos del.

En el año 1927 se aprueba la construcción de la mitad posterior de la fachada a Alcalá, derribando las casas-palacio conocidas como de Santamarca. El proyecto se realiza siguiendo escrupulosamente las líneas del original en fachada, siendo de carácter completamente diferente en estilo en el interior. Dicha ampliación será diseñada por el arquitecto del banco, José Yárnoz Larrosa. Otra ampliación, de menor valor arquitectónico, será realizada en el año 1969 por el hijo del anterior, el arquitecto José Yárnoz Orcoyen. Finalmente, el cerramiento de la manzana se completó de 2003 a 2006, según proyecto, ganador del concurso convocado por el banco en 1978, de Rafael Moneo, en la esquina de la calle de Alcalá con Marqués de Cubas donde se encontraba el Palacio de Lorite, la antigua sede de la Banca García-Calamarte. No se ejecutará el proyecto hasta muchos años después del concurso debido a problemas de licencias y demás asuntos legales para el derribo del edificio de la Banca Calamarte.
En 1999 el edificio es declarado Bien de Interés Cultural de España. Desde 2011 se encuentra inmerso en un programa de rehabilitación tanto interior como exterior, y en el futuro se rehabilitará para volver energéticamente eficiente la Torre de Cibeles, una torre de siete plantas en superficie construida por Moneo en el patio.